# Federal Capital Territory
Het Federal Capital Territory (Federaal Hoofdstedelijk Territorium) is een Nigeriaans territorium. De hoofdstad is de Nigeriaanse hoofdstad Abuja, het territorium heeft .3.067.000 inwoners (2022) en een oppervlakte van 7315 km².
Het territorium werd in 1976 gevormd uit een deel van de staat Benue-Plateau en een deel van de staat Sokoto.
Een federale minister, die wordt aangewezen door de president van Nigeria, houdt toezicht op de gang van zaken in het territorium. Sinds 2003 is dit Minister Nasir Ahmad el-Rufai.

## Lokale bestuurseenheden
Er zijn 6 lokale bestuurseenheden (Local Government Areas of LGA's). Elk LGA wordt bestuurd door een gekozen raad met aan het hoofd een democratisch gekozen voorzitter.
De lokale bestuurseenheden zijn:
- Abaji
- Abuja
- Gwagwalada
- Kuye
- Bwari
- Kwali